# Thera exangulata
Costicoma exangulata là một loài bướm đêm trong họ Geometridae.